# مقاطعة يوفالد (تكساس)
مقاطعة يوفالد (بالإنجليزية: Uvalde  County)‏ هي إحدى المقاطعات في ولاية تكساس، الولايات المتحدة الأمريكية.

## أعلام
- ديف هيلتون